# Julien Duranville
Julien Dienda Duranville (* 5. května 2006) je belgický profesionální fotbalista, který hraje na pozici útočníka za německý klub Borussia Dortmund. Je mládežnickým reprezentantem Belgie.

## Mládí a klubová kariéra
Duranville se narodil v Uccle v Bruselu konžské matce z Etterbeeku.
Duranville je mládežnickým produktem Anderlechtu, svou první smlouvu podepsal v květnu 2021. Svůj profesionální debut si odbyl 22. května 2022 při remíze 1:1 proti Club Bruggy. Dne 27. ledna 2023 Duranville přestoupil do bundesligového klubu Borussia Dortmund. Dne 11. října 2023 byl anglickým deníkem The Guardian vyhlášen jedním z nejlepších hráčů na světě narozených v roce 2006.

## Statistiky

### Klubové
Platí k zápasu hranému 25. února 2024.
| Klub              | Sezóna            | Liga                  | Liga   | Liga | Národní pohár | Národní pohár | Kontinentální | Kontinentální | Ostatní | Ostatní | Celkově | Celkově |
| Klub              | Sezóna            | Soutěž                | Zápasy | Góly | Zápasy        | Góly          | Zápasy        | Góly          | Zápasy  | Góly    | Zápasy  | Góly    |
| ----------------- | ----------------- | --------------------- | ------ | ---- | ------------- | ------------- | ------------- | ------------- | ------- | ------- | ------- | ------- |
| Anderlecht        | 2021/22           | Jupiler Pro League    | 0      | 0    | 0             | 0             | —             | —             | 1       | 0       | 1       | 0       |
| Anderlecht        | 2022/23           | Jupiler Pro League    | 6      | 1    | 0             | 0             | 4             | 0             | —       | —       | 10      | 1       |
| Anderlecht        | Celkově           | Celkově               | 6      | 0    | 0             | 0             | 4             | 0             | 1       | 0       | 11      | 0       |
| RSCA Futures      | 2022/23           | Challenger Pro League | 4      | 1    | —             | —             | —             | —             | —       | —       | 4       | 1       |
| Borussia Dortmund | 2022/23           | Bundesliga            | 1      | 0    | 0             | 0             | 0             | 0             | —       | —       | 1       | 0       |
| Borussia Dortmund | 2023/24           | Bundesliga            | 1      | 0    | 0             | 0             | 0             | 0             | —       | —       | 1       | 0       |
| Borussia Dortmund | Celkově           | Celkově               | 2      | 0    | 0             | 0             | 0             | 0             | —       | —       | 2       | 0       |
| Celkově v kariéře | Celkově v kariéře | Celkově v kariéře     | 12     | 2    | 0             | 0             | 4             | 0             | 1       | 0       | 17      | 2       |